# 지역개발
지역개발(地域開發, regional development)은 미국의 뉴딜 정책에서의 TVA계획에서 나온 말이다. 본래는 공공투자로써 계획적 공업화를 이루어 지역 주민의 복지 향상을 꾀한 것이며 국비(國費)나 지방 재정을 투입하여 자본 진출의 기반을 만드는 것을 의미한다.
경제적으로 저개발 지역의 경제적, 환경적, 사회적 문제들을 지원하는 OECD, 유엔, IMF 등 국제 단체들이 다수 존재한다. 지역개발은 태생적으로 국가 차원에서나 국제적 차원에서 이루어질 수 있다.

## 같이 보기
- 원조
- 개발원조
- 국제 개발
- 지역과학